# Dyskografia Europe
Dyskografia Europe – szwedzkiego zespołu rockowego powstałego w 1979 roku, obejmuje osiem albumów studyjnych, cztery albumy koncertowe, trzy albumy kompilacyjne, jeden minialbum, 27 singli, osiem albumów wideo i 17 teledysków. W 2010 roku w skład zespołu wchodzili Joey Tempest (śpiew), John Norum (gitara, chórki), John Levén (gitara basowa), Mic Michaeli (instrumenty klawiszowe, chórki) oraz Ian Haugland (perkusja, chórki).
Pierwszy album zespołu, Europe, został wydany w 1983 roku po tym, gdy zespół wygrał szwedzki konkurs na najbardziej utalentowaną grupę muzyczną i podpisał kontrakt z niezależną wytwórnią płytową, Hot Records. W 1985 roku Europe podpisał kontrakt z Epic Records, a rok później wydany został ich trzeci album studyjny, The Final Countdown, który okazał się najpopularniejszym albumem zespołu. W 1992 roku zespół ogłosił przerwanie działalności. Ponownie wznowiono ją w 2003 roku, a rok później wydany został album Start from the Dark. Ostatnim studyjnym albumem zespołu jest wydany w 2009 roku Last Look at Eden.

## Albumy studyjne
| 1983 | Europe - Data wydania: 24 lutego 1983 - Wytwónia: Hot Records - Format: CD, MC, LP                    | 8  | –  | –  | –  | –   | –  | –  | –  | –  | –  | –   | –  | –  |                                            |
| 1984 | Wings of Tomorrow - Data wydania: 24 lutego 1984 - Wytwórnia: Hot Records - Format: CD, MC, LP        | 20 | –  | –  | –  | –   | –  | –  | –  | –  | –  | –   | –  | –  |                                            |
| 1986 | The Final Countdown - Data wydania: 26 maja 1986 - Wytwórnia: Epic Records - Format: CD, MC, LP       | 1  | –  | 5  | 2  | –   | 6  | 2  | –  | 4  | 1  | 9   | 8  | –  | USA: 3× platyna CAN: 2× platyna GBR: złoto |
| 1988 | Out of This World - Data wydania: 9 sierpnia 1988 - Wytwórnia: Epic Records - Format: CD, MC, LP      | 1  | 28 | 16 | 30 | –   | 10 | 8  | –  | 1  | 3  | 12  | 19 | –  | USA: platyna CAN: złoto                    |
| 1991 | Prisoners in Paradise - Data wydania: 23 września 1991 - Wytwórnia: Epic Records - Format: CD, MC, LP | 9  | –  | 32 | –  | –   | –  | –  | –  | 18 | 17 | 61  | –  | –  |                                            |
| 2004 | Start from the Dark - Data wydania: 22 września 2004 - Wytwórnia: Sanctuary Records - Format: CD      | 2  | –  | –  | –  | 114 | –  | –  | 86 | –  | 91 | –   | –  | –  |                                            |
| 2006 | Secret Society - Data wydania: 25 października 2006 - Wytwórnia: Sanctuary Records - Format: CD       | 4  | –  | –  | –  | 195 | –  | 41 | –  | –  | 93 | –   | –  | 70 |                                            |
| 2009 | Last Look at Eden - Data wydania: 9 września 2009 - Wytwórnia: Universal, earMUSIC - Format: CD       | 1  | –  | –  | –  | 86  | 31 | 37 | –  | –  | 29 | 125 | –  | –  | SWE: złoto                                 |
| " – " oznacza, że album nie był notowany na danej liście, nie został w danym kraju wydany bądź nie istniała lista przebojów w kraju. | |    |    |    |    |     |    |    |    |    |    |     |    |    |                                            |

## Albumy koncertowe
| Rok  | Dane dot. albumu                                                                                   |
| ---- | -------------------------------------------------------------------------------------------------- |
| 2004 | The Final Countdown Tour 1986 - Data wydania: 16 grudnia 2004 - Wytwórnia: JVC Victor - Format: CD |
| 2007 | Extended Versions - Data wydania: 27 marca 2007 - Wytwórnia: BMG Special Products - Format: CD     |
| 2008 | Almost Unplugged - Data wydania: 17 września 2008 - Wytwórnia: Hell&Back - Format: CD, LP          |

## Albumy kompilacyjne
| 1993                                                      | 1982–1992 - Data wydania: 19 marca 1993 - Wytwórnia: Epic Records - Format: CD, MC, LP                    | 47 | –  | 82 | – | 82 | 18 | – |
| 1997                                                      | Definitive Collection - Data wydania: 30 kwietnia 1997 - Wytwórnia: Epic Records - Format: CD, MC, LP     | –  | –  | –  | – | –  | –  | – |
| 1999                                                      | 1982–2000 - Data wydania: grudzień 1999 - Wytwórnia: Sony Music - Format: CD, MC, LP                      | –  | –  | –  | – | –  | –  | – |
| 2004                                                      | Rock the Night: The Very Best of Europe - Data wydania: 3 marca 2004 - Label: Sony Music - Format: CD, LP | 2  | 11 | –  | 5 | –  | –  | 3 |
| " – " oznacza, że album nie był notowany na danej liście. | |    |    |    |   |    |    |   |

## Minialbumy
| Rok  | Dane dot. albumu                                                                  |
| ---- | --------------------------------------------------------------------------------- |
| 1985 | On the Loose - Data wydania: kwiecień 1985 - Wytwórnia: Epic Records - Format: LP |

## Single
| 1983                                                                                          | "Seven Doors Hotel"        | –  | –  | –  | –  | –  | –  | –  | –  | –  | –  | –  | –  | –  | Europe                |
| 1983                                                                                          | "Lyin' Eyes"               | –  | –  | –  | –  | –  | –  | –  | –  | –  | –  | –  | –  | –  | Wings of Tomorrow     |
| 1984                                                                                          | "Dreamer"                  | –  | –  | –  | –  | –  | –  | –  | –  | –  | –  | –  | –  | –  | Wings of Tomorrow     |
| 1984                                                                                          | "Stormwind"                | –  | –  | –  | –  | –  | –  | –  | –  | –  | –  | –  | –  | –  | Wings of Tomorrow     |
| 1984                                                                                          | "Open Your Heart"          | –  | –  | –  | –  | –  | –  | –  | –  | –  | –  | –  | –  | –  | Wings of Tomorrow     |
| 1985                                                                                          | "Rock the Night"           | 4  | –  | –  | –  | –  | –  | –  | –  | –  | –  | –  | –  | –  | On the Loose          |
| 1986                                                                                          | "The Final Countdown"      | 1  | 2  | 1  | 5  | 1  | 1  | 1  | 1  | 4  | 1  | 1  | 8  | 18 | The Final Countdown   |
| 1986                                                                                          | "Love Chaser"              | –  | –  | –  | –  | –  | –  | –  | –  | –  | –  | –  | –  | –  | The Final Countdown   |
| 1986                                                                                          | "Rock the Night"           | –  | 22 | 11 | 64 | 7  | 17 | 9  | 4  | –  | 6  | 12 | 30 | 22 | The Final Countdown   |
| 1987                                                                                          | "Carrie"                   | –  | –  | 15 | 9  | 11 | 22 | 10 | 11 | –  | 10 | 22 | 3  | 35 | The Final Countdown   |
| 1987                                                                                          | "Cherokee"                 | –  | –  | –  | –  | –  | –  | –  | –  | –  | –  | –  | 72 | –  | The Final Countdown   |
| 1988                                                                                          | "Superstitious"            | 1  | 45 | –  | 35 | 33 | 21 | 24 | 10 | 1  | 9  | 34 | 31 | 9  | Out of This World     |
| 1988                                                                                          | "Open Your Heart"          | –  | –  | –  | –  | –  | –  | –  | –  | –  | –  | 86 | –  | –  | Out of This World     |
| 1989                                                                                          | "Let the Good Times Rock"  | –  | –  | –  | –  | –  | –  | –  | –  | –  | –  | 85 | –  | –  | Out of This World     |
| 1989                                                                                          | "More Than Meets the Eye"  | –  | –  | –  | –  | –  | –  | –  | –  | –  | –  | –  | –  | –  | Out of This World     |
| 1989                                                                                          | "Sign of the Times"        | –  | –  | –  | –  | –  | –  | –  | –  | –  | –  | –  | –  | –  | Out of This World     |
| 1989                                                                                          | "Tomorrow"                 | –  | –  | –  | –  | –  | –  | –  | –  | –  | –  | –  | –  | –  | Out of This World     |
| 1991                                                                                          | "Prisoners in Paradise"    | 8  | –  | –  | –  | –  | –  | –  | –  | –  | –  | –  | –  | –  | Prisoners in Paradise |
| 1991                                                                                          | "I'll Cry for You"         | –  | –  | –  | –  | –  | –  | –  | –  | –  | –  | 28 | –  | –  | Prisoners in Paradise |
| 1992                                                                                          | "Halfway to Heaven"        | –  | –  | –  | –  | –  | –  | –  | –  | –  | –  | 42 | –  | –  | Prisoners in Paradise |
| 1993                                                                                          | "Sweet Love Child"         | –  | –  | –  | –  | –  | –  | –  | –  | –  | –  | –  | –  | –  | 1982–1992             |
| 1999                                                                                          | "The Final Countdown 2000" | 6  | 33 | –  | –  | –  | 35 | 49 | –  | 12 | 33 | 36 | –  | –  | 1982–2000             |
| 2004                                                                                          | "Got to Have Faith"        | 21 | –  | –  | –  | –  | –  | –  | –  | –  | –  | –  | –  | –  | Start from the Dark   |
| 2004                                                                                          | "Hero"                     | –  | –  | –  | –  | –  | –  | –  | –  | –  | –  | –  | –  | –  | Start from the Dark   |
| 2006                                                                                          | "Always the Pretenders"    | 2  | –  | –  | –  | –  | –  | –  | –  | –  | –  | –  | –  | –  | Secret Society        |
| 2009                                                                                          | "Last Look at Eden"        | 50 | –  | –  | –  | –  | –  | –  | –  | –  | –  | –  | –  | –  | Last Look at Eden     |
| 2009                                                                                          | "New Love in Town"         | 15 | –  | –  | –  | –  | –  | –  | –  | –  | –  | –  | –  | –  | Last Look at Eden     |
| "–" oznacza, że singel nie był notowany na danej liście bądź nie został wydany w danym kraju. |                            |    |    |    |    |    |    |    |    |    |    |    |    |    |                       |

## Albumy wideo
| Rok  | Dane dot. albumu |
| ---- | --- |
| 1986 | The Final Countdown Tour 1986 - Data wydania: 1986 22 września 2004 - Wytwórnia: Victor Entertainment - Format: VHS, DVD                                           |
| 1987 | The Final Countdown - Data wydania: 1987 - Wytwórnia: CBS/Fox Video - Format: VHS                                                                                  |
| 1987 | The Final Countdown World Tour - Data wydania: 1987 - Wytwórnia: CMV Enterprises - Format: VHS, laserdisc                                                          |
| 1987 | Europe in America - Data wydania: 1987 - Wytwórnia: PolyGram - Format: VHS, laserdisc                                                                              |
| 2004 | Rock the Night: Collectors Edition - Data wydania: 3 marca 2004 - Wytwórnia: Sony Music - Format: DVD                                                              |
| 2005 | Live from the Dark - Data wydania: 18 listopada 2005 - Wytwórnia: Warner Bros. Entertainment - Format: DVD                                                         |
| 2006 | The Final Countdown Tour 1986: Live in Sweden – 20th Anniversary Edition - Data wydania: 4 października 2006 - Wytwórnia: Warner Bros. Entertainment - Format: DVD |
| 2009 | Almost Unplugged - Data wydania: 19 sierpnia 2009 - Wytwórnia: Warner Home Video - Format: DVD                                                                     |

## Teledyski
| Rok  | Tytuł                      | Reżyser                  |
| ---- | -------------------------- | ------------------------ |
| 1983 | "In the Future to Come"    |                          |
| 1986 | "The Final Countdown"      | Nick Morris              |
| 1986 | "Rock the Night"           | Nick Morris              |
| 1986 | "Carrie"                   | Nick Morris              |
| 1987 | "Cherokee"                 | Nick Morris              |
| 1988 | "Superstitious"            | Nick Morris              |
| 1988 | "Open Your Heart"          | Jean Pellerin Doug Freel |
| 1988 | "Let the Good Times Rock"  | Nick Morris              |
| 1991 | "Prisoners in Paradise"    | Nick Morris              |
| 1991 | "I'll Cry for You"         | Phil Tuckett             |
| 1992 | "Halfway to Heaven"        |                          |
| 1999 | "The Final Countdown 2000" |                          |
| 2004 | "Got to Have Faith"        | Micadelica               |
| 2004 | "Hero"                     | Ligistfilm               |
| 2006 | "Always the Pretenders"    | Micadelica               |
| 2009 | "Last Look at Eden"        | Patric Ullaeus           |
| 2009 | "New Love in Town"         | Patric Ullaeus           |